# Gaspar Sanz
Gaspar Sanz (né à Calanda (Teruel) le 4 avril 1640 et décédé à Madrid en 1710) est un prêtre, compositeur, guitariste et organiste espagnol de la période baroque.

## Biographie
Il étudie la musique, la théologie et la philosophie à l'université de Salamanque. Il apprend à jouer de la guitare à Naples, où il est organiste à la cour royale. En Italie il est le disciple de Cristóbal Carisani et de Lelio Colista.
En 1674 il publie sa première œuvre importante de guitare baroque, Instrucción de música sobre la guitarra española y métodos de sus primeros rudimentos hasta tañer con destreza, qu'il complétera plus tard à deux reprises. L'œuvre enseigne la théorie de la musique et des techniques pour jouer. Elle contient 90 arrangements de danses espagnoles et de mélodies italiennes.
Il influencera le compositeur espagnol Joaquín Rodrigo, notamment pour sa Fantaisie pour un gentilhomme, écrite à la demande du guitariste Andrés Segovia.

## Œuvres
- Libro Primero
  - La Gallarda de mi amiga
  - Mariona
  - Villano
  - Dance De las Hachas
  - Espanoleta
  - Pavana
  - Torneo
  - Batalla
  - Passacalle  Sobre La D
  - Jacaras
  - Canarios
  - Preludio y Fantasia
  - Sesquialtera
  - Alemanda "La Serenisima"
  - Jiga Al Aire Ingles
  - Zarabanda Francesa
  - Preludio O Capricho Arpeado Per La +
  - Sesquialtera
  - Alemanda "La Preciosa"
  - Coriente
  - Zarabanda Francesa
  - Fuga 1° Por Primer Tono Al Ayre Espanol
  - Fuga 2° Al Ayre De Jiga
  - Zarabanda Francesa
  - Passacalles Por La E
  - Passacalles Por La +

- Libro Segundo
  - Gallardas
  - Las hachas
  - La Buelta
  - Folias
  - Rujero
  - Paradetas
  - Matachin
  - Zarabanda
  - Jacaras II
  - Chacona
  - Espanoletas
  - Pasacalles
  - Canarios II
  - Canarios III
  - Villanos
  - Marionas II
  - Marizapalos
  - Granduque I
  - Otro Granduque
  - Passacalles
  - Pavanas por la D
  - Giga Inglesa
  - Bailete Frances
  - Passacalles por la O
  - Clarines y trompetas
  - Cavaleria de Napoles
  - Canciones
  - La Garzona
  - La Coquina Francesa
  - Lantururu
  - Le Esfacheta de Napoles
  - La Miñona de cataluña
  - La minima de Portugal
  - Dos trompetas de la reyna de Suecia
  - Clarin de los mosqueteros del rey de Francia

- Libro Tercero
  - Pasacalles por la C
  - Prosiguen mas diferencias sobre los antecedentes Passacalles
  - Passacalles por la I
  - Passacalles por la E y la D
  - Passacalles por la + y K
  - Passacalles por la H
  - Passacalles por la G y B
  - Passacalles por la O por el Uno bemolado y por segundo Tono
  - Passacalles por la L
  - Passacalles por la K